# Condado de Fuente el Salce
El condado de Fuente el Salce es un título nobiliario español concedido por Carlos II el 27 de septiembre de 1689, con el vizcondado previo de la Sierra, a favor de Manuel de Salamanca e Isunza (también apellidado en ocasiones Isunza y Salamanca, al haber heredado el mayorazgo de su familia materna), caballero de la Orden de Calatrava, natural de Valladolid y vecino de Granada. Se convirtió en el primer conde de Fuente el Salce con solo veintitrés años gracias a las influencias de su padre, José de Salamanca y Forcallo, natural de Burgos, caballero de la Orden de Santiago, oidor de las Reales Chancillerías de Valladolid y Granada, miembro del Consejo de Castilla.
La denominación tanto del condado como del vizcondado previo concedidos a la familia Salamanca hacían referencia a Fuente el Salce, un pago en la llamada Sierra de Ubierna que se cita en antiguos documentos como límite entre las localidades burgalesas de Villaverde Peñahorada y Ubierna. La presencia de miembros de la familia Salamanca en Villaverde Peñahorada está documentada desde al menos 1621, y existen escudos en piedra que muestran las armas del linaje en diferentes casas del pueblo.
Manuel de Salamanca e Isunza, I conde de Fuente el Salce, murió sin descendencia, pasando el título a su sobrino, Manuel José Rodríguez de Salamanca y Fernández de Córdoba, natural de Granada. Este último trasladó su residencia a Constantina, donde su familia materna, los Fernández de Córdoba, tenían cargos y propiedades. En Constantina se conserva la casa que fue de los sucesivos Condes de Fuente el Salce, con una colorida portada barroca al estilo de las de otras casas palacio que la saga de alarifes Ruiz Florindo construyó en otras localidades cercanas, como Fuentes de Andalucía o Lora del Río.

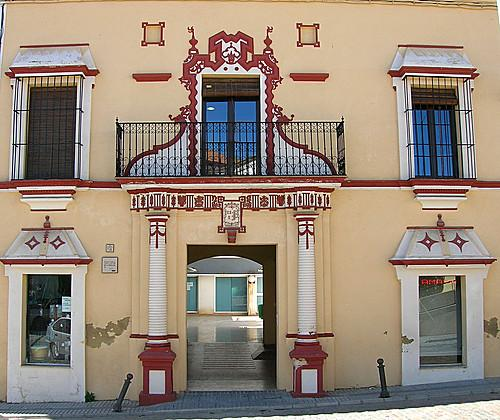
Fachada de la antigua casa de los Condes de Fuente el Salce. Mediados del, Constantina (Sevilla).

 En esta casa de Constantina, situada en el nº 10 de la actual plaza de España, vivieron los condes hasta que a mediados del siglo XIX trasladaron su residencia habitual a Córdoba y posteriormente a Madrid. Por ello la familia acabó deshaciéndose del inmueble y a finales del siglo XX presentaba un claro estado de abandono y ruina. En 2004 fue objeto de una profunda restauración que solo conservó la fachada y la volumetría de la primera crujía. Con motivo de aquellas obras, se colocó sobre la puerta de entrada un relieve con el escudo que erróneamente pretendía ser el de los primitivos propietarios de la casa. En realidad, las figuras heráldicas que representa dicho escudo (en concreto los cuatro bastones rodeados de una bordura de crucecillas que aparecen en la partición izquierda) se corresponden con las armas de otro linaje noble diferente: el de los Salamanca extremeños, también apellidados en ocasiones Rodríguez de Salamanca, Rodríguez de las Varillas o incluso Rodríguez de las Varillas de Salamanca. Los condes de Fuente el Salce, en cambio, pertenecen al linaje Salamanca originario de Burgos (también apellidados indistintamente con el compuesto Rodríguez de Salamanca que más tarde transformaron en Fernández de Salamanca), cuyo escudo es un mantelado en el que figuran dos leones rampantes de gules sobre campo de oro y una flor de lis de plata sobre azur.
El 12 de marzo de 2010 era publicado en el Boletín Oficial del Estado el anuncio sobre la solicitud de don Alberto Fernández de Salamanca y Warner para la sucesión en el título de Conde de Fuente el Salce, que estaba vacante tras la muerte de su padre, don Alberto Fernández de Salamanca y Montaner. En el BOE del día 9 de febrero de 2012 se publicó la Orden JUS/212/2012, de 26 de enero, por la que se mandaba expedir, sin perjuicio
de tercero de mejor derecho, Real Carta de Sucesión en el título de Conde de
Fuente el Salce, a favor de don Alberto Fernández de Salamanca Warner.

## Condes de Fuente el Salce
- Manuel de Salamanca e Isunza, I conde de Fuente el Salce, caballero de Calatrava, heredero del mayorazgo de los Isunza y los Escoriaza de Vitoria.[15] Murió sin descendencia, sucediéndole su sobrino.

- Manuel José Rodríguez de Salamanca y Fernández de Córdoba, II conde de Fuente el Salce, veinticuatro de Córdoba, alcalde por el estado noble de Constantina durante los años 1752, 1753 y 1754.[16] Le sucede su hijo.

- Fernando María Rodríguez de Salamanca y Quincoces, III conde de Fuente el Salce, veinticuatro de Córdoba, regidor de Lora del Río entre los años 1761 y 1775, alcalde por el estado noble de Constantina durante los años 1781,1785 y 1795. Murió en 1808,[17] sucediéndole su hijo.

- Manuel María Rodríguez de Salamanca y Quintanilla, IV conde de Fuente el Salce. Era alguacil mayor de Constantina cuando se produjo la toma y saqueo del pueblo por los franceses en 1808.[18][19] Tras la retirada de las tropas napoleónicas de la zona, en 1813 es nombrado diputado suplente a las Cortes de Cádiz por Sevilla. Murió en 1821,[20] sucediéndole su hijo.

- Fernando María Rodríguez de Salamanca y Madueño, V conde de Fuente el Salce, caballero de Alcántara, brigadier del ejército. Antes de heredar el título participó en la Guerra del Rosellón, donde fue ascendido a capitán por el propio general Ricardos. En agosto de 1833, mientras se encontraba en Sevilla como subinspector del cuerpo de voluntarios realistas de Andalucía, se ve implicado en las conspiraciones de los partidarios del infante Carlos María Isidro.[21] Después de retirarse del ejército se dedicó a la gestión de sus propiedades, apareciendo en 1849 como vocal de la Junta General de Agricultura de Sevilla cuando ésta promovió sin éxito la creación de un Banco Agrícola de ámbito andaluz. Murió en su casa de Constantina en 1850, sucediéndole su hermano.[22]

- José Antonio Rodríguez de Salamanca y Madueño,[23] VI conde de Fuente el Salce.[24] En 1847 resultó elegido diputado provincial de Córdoba por el partido de Montoro. Ostentó el título hasta que falleció sin dejar descendencia el 20 de diciembre de 1876. La línea sucesoria del título siguió en la descendencia de María Manuela Rodríguez de Salamanca y Villarroel, hija de Cayetano Rodríguez de Salamanca y Quintanilla y María Manuela de Villarroel y Lugo, y sobrina de Manuel María Rodríguez de Salamanca y Quintanilla, IV conde.

- Antonio María Fernández de Salamanca, VII conde de Fuente el Salce,[25] gentilhombre del interior de Alfonso XII y posteriormente de su hermana la infanta Isabel de Borbón. Caballero gran cruz de la Orden de Isabel la Católica.[26] Hijo de María Manuela Rodríguez de Salamanca y Villarroel y Antonio María Fernández y San Román. Para que no se perdiera el apellido de su familia materna, los Rodríguez de Salamanca, de quienes había heredado el título nobiliario que ostentaba, fundió sus dos apellidos (Fernández y Rodríguez de Salamanca) en uno nuevo compuesto (Fernández de Salamanca), añadiendo como segundo apellido el materno de su padre, con lo que pasó a llamarse Antonio María Fernández de Salamanca y San Román. Aunque por su empleo en la corte residió buena parte de su vida en Madrid fue de hecho el último conde de Fuente el Salce vinculado a Constantina, donde siguió siendo propietario de la casa familiar y de numerosas fincas. No en vano, representó a los terratenientes del municipio en la asamblea que la Liga Nacional de Contribuyentes celebró en Madrid en 1882.[27] Murió en 1908, sucediéndole su hijo.[28] Reconstrucción digital de una fotografía antigua de Antonio María Fernández de Salamanca.

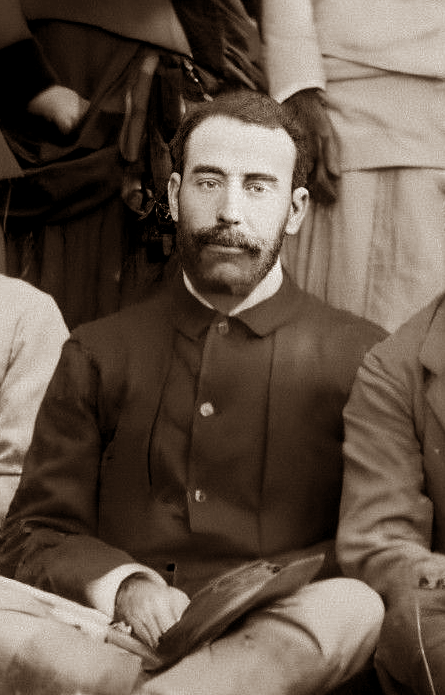
Reconstrucción digital de una fotografía antigua de Antonio María Fernández de Salamanca.

- Alberto Fernández de Salamanca y Castilla, VIII conde de Fuente el Salce. De joven estudió en el Real Colegio de España de Bolonia[29] y posteriormente obtuvo plaza como jefe de administración civil de segunda clase.[30] Ocupó los cargos de delegado y de secretario en los gobiernos civiles de distintas provincias, hasta que le fue concedida excedencia como funcionario en 1930.[31] Falleció en 1943 en Santiago de Chile, sucediéndole su hijo.

- Alberto Fernández de Salamanca y Sáenz de Vizmanos, IX conde de Fuente el Salce. Periodista. En los años treinta fue redactor político de El Debate. En 1947 era agregado cultural de la embajada española en Chile, donde también ejerció como corresponsal de la agencia EFE. Establecido en Las Palmas de Gran Canaria, fue allí presidente a nivel provincial del partido Acción Ciudadana Liberal (ACL)[32] y también delegado de Amnistía Internacional.[33] Falleció en 1994, sucediéndole su hijo.

- Alberto Fernández de Salamanca y Montaner, X conde de Fuente el Salce. Falleció en 2009, sucediéndole su hijo.

- Alberto Fernández de Salamanca y Warner, XI conde de Fuente el Salce. Actual titular.

## Árbol genealógico de Alberto Fernández de Salamanca y Warner
|  |                                                                                 |  |  |  |  |  |  |  |  |  |  |  |  |  |  |  |
|  | Antonio María Fernández de Salamanca y San Román, VII Conde de Fuente el Salce  |  |  |  |  |  |  |  |  |  |  |  |  |  |  |  |
|  |                                                                                 |  |  |  |  |  |  |  |  |  |  |  |  |  |  |  |
|  |                                                                                 |  |  |  |  |  |  |  |  |  |  |  |  |  |  |  |
|  | Alberto Fernández de Salamanca y Castilla, VIII Conde de Fuente el Salce        |  |  |  |  |  |  |  |  |  |  |  |  |  |  |  |
|  |                                                                                 |  |  |  |  |  |  |  |  |  |  |  |  |  |  |  |
|  |                                                                                 |  |  |  |  |  |  |  |  |  |  |  |  |  |  |  |
|  | Zoraida Castilla y Gómez de Cádiz                                               |  |  |  |  |  |  |  |  |  |  |  |  |  |  |  |
|  |                                                                                 |  |  |  |  |  |  |  |  |  |  |  |  |  |  |  |
|  |                                                                                 |  |  |  |  |  |  |  |  |  |  |  |  |  |  |  |
|  | Alberto Fernández de Salamanca y Sáenz de Vizmanos, IX Conde de Fuente el Salce |  |  |  |  |  |  |  |  |  |  |  |  |  |  |  |
|  |                                                                                 |  |  |  |  |  |  |  |  |  |  |  |  |  |  |  |
|  |                                                                                 |  |  |  |  |  |  |  |  |  |  |  |  |  |  |  |
|  | Juan Antonio Sáenz de Vizmanos y Dayot                                          |  |  |  |  |  |  |  |  |  |  |  |  |  |  |  |
|  |                                                                                 |  |  |  |  |  |  |  |  |  |  |  |  |  |  |  |
|  |                                                                                 |  |  |  |  |  |  |  |  |  |  |  |  |  |  |  |
|  | María de los Ángeles Sáenz de Vizmanos y Mihura                                 |  |  |  |  |  |  |  |  |  |  |  |  |  |  |  |
|  |                                                                                 |  |  |  |  |  |  |  |  |  |  |  |  |  |  |  |
|  |                                                                                 |  |  |  |  |  |  |  |  |  |  |  |  |  |  |  |
|  | María de los Ángeles Mihura y Casares                                           |  |  |  |  |  |  |  |  |  |  |  |  |  |  |  |
|  |                                                                                 |  |  |  |  |  |  |  |  |  |  |  |  |  |  |  |
|  |                                                                                 |  |  |  |  |  |  |  |  |  |  |  |  |  |  |  |
|  | Alberto Fernández de Salamanca y Montaner, X Conde de Fuente el Salce           |  |  |  |  |  |  |  |  |  |  |  |  |  |  |  |
|  |                                                                                 |  |  |  |  |  |  |  |  |  |  |  |  |  |  |  |
|  |                                                                                 |  |  |  |  |  |  |  |  |  |  |  |  |  |  |  |
|  | Jaime Montaner y Morey                                                          |  |  |  |  |  |  |  |  |  |  |  |  |  |  |  |
|  |                                                                                 |  |  |  |  |  |  |  |  |  |  |  |  |  |  |  |
|  |                                                                                 |  |  |  |  |  |  |  |  |  |  |  |  |  |  |  |
|  | Jaime Montaner y Vega-Verdugo                                                   |  |  |  |  |  |  |  |  |  |  |  |  |  |  |  |
|  |                                                                                 |  |  |  |  |  |  |  |  |  |  |  |  |  |  |  |
|  |                                                                                 |  |  |  |  |  |  |  |  |  |  |  |  |  |  |  |
|  | María del Pilar Vega-Verdugo y Cardón                                           |  |  |  |  |  |  |  |  |  |  |  |  |  |  |  |
|  |                                                                                 |  |  |  |  |  |  |  |  |  |  |  |  |  |  |  |
|  |                                                                                 |  |  |  |  |  |  |  |  |  |  |  |  |  |  |  |
|  | Teresa Montaner y Sáenz de Vizmanos                                             |  |  |  |  |  |  |  |  |  |  |  |  |  |  |  |
|  |                                                                                 |  |  |  |  |  |  |  |  |  |  |  |  |  |  |  |
|  |                                                                                 |  |  |  |  |  |  |  |  |  |  |  |  |  |  |  |
|  | Juan Antonio Sáenz de Vizmanos y Dayot                                          |  |  |  |  |  |  |  |  |  |  |  |  |  |  |  |
|  |                                                                                 |  |  |  |  |  |  |  |  |  |  |  |  |  |  |  |
|  |                                                                                 |  |  |  |  |  |  |  |  |  |  |  |  |  |  |  |
|  | María Aurora Sáenz de Vizmanos y Mihura                                         |  |  |  |  |  |  |  |  |  |  |  |  |  |  |  |
|  |                                                                                 |  |  |  |  |  |  |  |  |  |  |  |  |  |  |  |
|  |                                                                                 |  |  |  |  |  |  |  |  |  |  |  |  |  |  |  |
|  | María de los Ángeles Mihura y Casares                                           |  |  |  |  |  |  |  |  |  |  |  |  |  |  |  |
|  |                                                                                 |  |  |  |  |  |  |  |  |  |  |  |  |  |  |  |
|  |                                                                                 |  |  |  |  |  |  |  |  |  |  |  |  |  |  |  |
|  | Alberto Fernández de Salamanca y Warner, XI Conde de Fuente el Salce            |  |  |  |  |  |  |  |  |  |  |  |  |  |  |  |
|  |                                                                                 |  |  |  |  |  |  |  |  |  |  |  |  |  |  |  |
|  |                                                                                 |  |  |  |  |  |  |  |  |  |  |  |  |  |  |  |
|  | Joseph Cuthbert Warner                                                          |  |  |  |  |  |  |  |  |  |  |  |  |  |  |  |
|  |                                                                                 |  |  |  |  |  |  |  |  |  |  |  |  |  |  |  |
|  |                                                                                 |  |  |  |  |  |  |  |  |  |  |  |  |  |  |  |
|  | Joseph Cuthbert Warner y Hayes                                                  |  |  |  |  |  |  |  |  |  |  |  |  |  |  |  |
|  |                                                                                 |  |  |  |  |  |  |  |  |  |  |  |  |  |  |  |
|  |                                                                                 |  |  |  |  |  |  |  |  |  |  |  |  |  |  |  |
|  | Emma Jane Hayes y Michener                                                      |  |  |  |  |  |  |  |  |  |  |  |  |  |  |  |
|  |                                                                                 |  |  |  |  |  |  |  |  |  |  |  |  |  |  |  |
|  |                                                                                 |  |  |  |  |  |  |  |  |  |  |  |  |  |  |  |
|  | John Arthur Warner y Curtis                                                     |  |  |  |  |  |  |  |  |  |  |  |  |  |  |  |
|  |                                                                                 |  |  |  |  |  |  |  |  |  |  |  |  |  |  |  |
|  |                                                                                 |  |  |  |  |  |  |  |  |  |  |  |  |  |  |  |
|  | Snyder Curtis y Rodenbough                                                      |  |  |  |  |  |  |  |  |  |  |  |  |  |  |  |
|  |                                                                                 |  |  |  |  |  |  |  |  |  |  |  |  |  |  |  |
|  |                                                                                 |  |  |  |  |  |  |  |  |  |  |  |  |  |  |  |
|  | Evelyn Snyder Curtis y German                                                   |  |  |  |  |  |  |  |  |  |  |  |  |  |  |  |
|  |                                                                                 |  |  |  |  |  |  |  |  |  |  |  |  |  |  |  |
|  |                                                                                 |  |  |  |  |  |  |  |  |  |  |  |  |  |  |  |
|  | Evelyn Estelle German y Buchanan                                                |  |  |  |  |  |  |  |  |  |  |  |  |  |  |  |
|  |                                                                                 |  |  |  |  |  |  |  |  |  |  |  |  |  |  |  |
|  |                                                                                 |  |  |  |  |  |  |  |  |  |  |  |  |  |  |  |
|  | Penélope Warner y Recto                                                         |  |  |  |  |  |  |  |  |  |  |  |  |  |  |  |
|  |                                                                                 |  |  |  |  |  |  |  |  |  |  |  |  |  |  |  |
|  |                                                                                 |  |  |  |  |  |  |  |  |  |  |  |  |  |  |  |
|  | Claro Recto                                                                     |  |  |  |  |  |  |  |  |  |  |  |  |  |  |  |
|  |                                                                                 |  |  |  |  |  |  |  |  |  |  |  |  |  |  |  |
|  |                                                                                 |  |  |  |  |  |  |  |  |  |  |  |  |  |  |  |
|  | Claro María Recto y Mayo                                                        |  |  |  |  |  |  |  |  |  |  |  |  |  |  |  |
|  |                                                                                 |  |  |  |  |  |  |  |  |  |  |  |  |  |  |  |
|  |                                                                                 |  |  |  |  |  |  |  |  |  |  |  |  |  |  |  |
|  | Micaela Mayo y Atienza                                                          |  |  |  |  |  |  |  |  |  |  |  |  |  |  |  |
|  |                                                                                 |  |  |  |  |  |  |  |  |  |  |  |  |  |  |  |
|  |                                                                                 |  |  |  |  |  |  |  |  |  |  |  |  |  |  |  |
|  | María Clara Recto y Silos                                                       |  |  |  |  |  |  |  |  |  |  |  |  |  |  |  |
|  |                                                                                 |  |  |  |  |  |  |  |  |  |  |  |  |  |  |  |
|  |                                                                                 |  |  |  |  |  |  |  |  |  |  |  |  |  |  |  |
|  | Urbano Silos y Enríquez                                                         |  |  |  |  |  |  |  |  |  |  |  |  |  |  |  |
|  |                                                                                 |  |  |  |  |  |  |  |  |  |  |  |  |  |  |  |
|  |                                                                                 |  |  |  |  |  |  |  |  |  |  |  |  |  |  |  |
|  | Ángeles Silos y Jamora                                                          |  |  |  |  |  |  |  |  |  |  |  |  |  |  |  |
|  |                                                                                 |  |  |  |  |  |  |  |  |  |  |  |  |  |  |  |
|  |                                                                                 |  |  |  |  |  |  |  |  |  |  |  |  |  |  |  |
|  | Teodosia Jamora y Gayol                                                         |  |  |  |  |  |  |  |  |  |  |  |  |  |  |  |
|  |                                                                                 |  |  |  |  |  |  |  |  |  |  |  |  |  |  |  |
|  |                                                                                 |  |  |  |  |  |  |  |  |  |  |  |  |  |  |  |